# Vincent Textor
Pour les articles homonymes, voir Textor.
Vincent Textor, en français Vincent Texier ou Tixier, est un ministre réformé et un écrivain, auteur d'un Traité de la Nature du vin. Très cultivé, il a lu de nombreux auteurs et poètes européens qui ont célébré ou condamné l'usage du vin, traduit lui-même de nombreux textes latins en vers français : Horace, les petits poètes de l'Anthologie grecque, Martial, Ovide, Tibulle, Homère, Athénée, Plutarque, Hésiode, Eschyle, le comique Diphile, des poètes néo-latins tels Eobanus Hessus, Conrad Celtes, etc. Il cite aussi de nombreux poètes français.

## Biographie
Originaire de Pont-de-Vaux (Bresse) ou de Mâcon, il est probablement le fils du médecin Benoît Textor et de Jeanne de Quincy. Étudiant à Genève dès 1559, il se rend à Dresde le 25 juin 1573, où il est reçu chez Anne de Montot, comtesse de Lynar, et visite les Églises réformées de Bohême. Il assure un intérim de quelques semaines comme ministre d'Armoy en avril 1578, avant d'être nommé à Arnay-le-Duc (29 avril 1578) puis à Coppet (1588-1599). Alfred Cartier déduit du Traité de la nature du vin qu'il a dû accompagner l'armée des Provinces-Unies durant cette époque. Démis de ses fonctions par les autorités bernoises pour avoir dissuadé Simon Goulart d'accepter une chaire à Lausanne, il retourne en France. Un Textor est signalé comme pasteur à Saint-Benoist, Le Givre, en 1601-1603 ; peut-être s'agit-il de Vincent Textor. Quoi qu'il en soit, il est ministre à Couches-les-Mines en 1605. À la retraite avant 1614, il demeure à Couches jusqu'aux environs de 1617. Son fils Jacob, qui a occupé précédemment les fonctions de pasteur à Maringues, puis à Pailhat, lui succède. Il semble être mort vers 1622, un acte de 1623 le déclarant défunt.

## Publications
- Traicté de la nature du vin, et de l'abus tant d'icelui, que des autres bruvages par le vice d'yvrongnerie. Distingué en II. Livres. Genève, Gabriel Cartier, 1604. Bien que placé par ses parents sous la bénédiction de saint Vincent le patron des vignerons, M. Textor n'aime pas que l'on abuse du vin. Deux amis poètes, Théophile Cassegrein, un autre qui signe M.D.M lui ont dédié des poèmes qui se trouvent en tête du livre : " Le vin trouble l'esprit, le vin le purifie Le vin lustre et ternit la plus rare beauté… affaiblit le fort, le faible il fortifie Il guerroye la paix, la guerre il pacifie… etc. ". Son traité donne une foule d'informations historiques, sociales et médicales sur le vin, avec beaucoup de références littéraires. Le premier livre considère l'usage et les propriétés du vin dans les religions juive, grecque, latine et chrétienne, l'importance sacrée du vin dans le paganisme (fêtes, bacchanales), dans les médecine ancienne. Il dresse la liste des empereurs, princes et poètes qui se sont adonnés à l'ivrognerie. Il décrit les effets du vin : le vin du singe, du lion et du pourceau. Le vin qui rend méchant, qui rend fou, criminel, paillard, adultère, incestueux, parricide… Le second livre préconise des antidotes : se garder ou se guérir de l'ivrognerie, « mettre de l'eau dans son vin ». Des chapitres entiers sont consacrés aux beuveries des Allemands, des Lituaniens, Moscovites et des Suisses. Un autre fustige les prêtres qui boivent. Le traité s'achève sur des conseils pour le bon usage du vin.
- Anatomia Bacchi, Das ist Ein aussführlicher und nützlicher Tractat vom Wein, dessen Brauch und Missbrauch, Natur, Qualitàten, Würckungen… Dabey zu End angehenckt wie man den Wein bereiten, bewahren, erhalten, curiren, dessgleichen allerley Kràuterwein von Specereyen bereiten soll. Franckfurt, bey Daniel und David Aubri und , 1626. C'est une traduction en allemand du Traité de la nature du vin. L'ouvrage contient un intéressant supplément, qui ne se trouve pas dans l'édition française, et qui n'est pas de Textor. C'est un traité de vinification fort développé, avec des conseils pour améliorer, conserver, guérir les vins, comprenant aussi quelques recettes de vins spéciaux, aromatiques.